# Zanthoxylum dumosum
Zanthoxylum dumosum là một loài thực vật có hoa trong họ Cửu lý hương. Loài này được A. Rich. miêu tả khoa học đầu tiên năm 1841.